# Пайсанду (департамент)
Пайсанду (ісп. Paysandú) — один із департаментів Уругваю. Столиця — місто Пайсанду. Знаходиться на крайньому заході країни, межує на півночі з департаментом Сальто, на півдні з Ріо-Неґро, на сході з Такуарембо, а на заході з Аргентиною.

## Географія
Департамент Пайсанду має вигідне географічне положення, що пов'язано з місцевим кліматом, річкою Уругвай та наявністю тут ключових транспортних вузлів, що з'єднують департамент як з рештою країни, так і з іншими регіонами Латинської Америки.
Департамент Пайсанду відомий своїм індустріальним і комерційним життям і є одним із найважливіших департаментів Уругваю.

### Головні населені пункти
(Міста та села з населенням понад 1000 осіб станом на 2004 рік).
| Місто/Село        | Населення   |
| ----------------- | ----------- |
| Ґалліналь         | 3957 (1996) |
| Ґічон             | 5051 (1996) |
| Нуево-Пайсанду    | 6183 (1996) |
| Пайсанду          | 84162       |
| П'єдрас-Колорадас | 1104 (1996) |
| Кебрачо           | 2337 (1996) |
| Сан-Фелікс        | 1072 (1996) |